# العلاقات الغيانية الغينية
العلاقات الغيانية الغينية هي العلاقات الثنائية التي تجمع بين غيانا وغينيا.

## مقارنة بين البلدين
هذه مقارنة عامة ومرجعية للدولتين:
| وجه المقارنة                                              | غيانا        | غينيا       |
| --------------------------------------------------------- | ------------ | ----------- |
| المساحة (كم2)                                             | 214.97 ألف   | 245.86 ألف  |
| عدد السكان (نسمة)                                         | 777.86 ألف   | 12.72 مليون |
| الكثافة السكانية (ن./كم²)                                 | 3.62         | 51.74       |
| العاصمة                                                   | جورج تاون    | كوناكري     |
| اللغة الرسمية                                             | لغة إنجليزية | لغة فرنسية  |
| العملة                                                    | دولار غياني  | فرنك غيني   |
| الناتج المحلي الإجمالي (بليون دولار)                      | 3.68 مليار   | 10.50 مليار |
| الناتج المحلي الإجمالي (تعادل القوة الشرائية) بليون دولار | 5.77 مليار   | 15.24 مليار |
| الناتج المحلي الإجمالي الاسمي للفرد دولار أمريكي          | 4.13 ألف     | 531         |
| الناتج المحلي الإجمالي للفرد دولار أمريكي                 |              | 1.22 ألف    |
| مؤشر التنمية البشرية                                      |              | 0.411       |
| رمز المكالمات الدولي                                      | +592         | +224        |
| رمز الإنترنت                                              | .gy          | .gn         |
| المنطقة الزمنية                                           | 00           | 00          |

## منظمات دولية مشتركة
يشترك البلدان في عضوية مجموعة من المنظمات الدولية، منها:
| علم المنظمة | اسم المنظمة                                 | تاريخ انضمام غيانا | تاريخ انضمام غينيا |
| ----------- | ------------------------------------------- | ------------------ | ------------------ |
|             | مؤسسة التنمية الدولية                       | 4 يناير 1967       | 26 سبتمبر 1969     |
|             | يونسكو                                      | 21 مارس 1967       | 2 فبراير 1960      |
|             | وكالة ضمان الاستثمار متعدد الأطراف          | 18 يناير 1989      | 5 أكتوبر 1995      |
|             | الأمم المتحدة                               | 20 سبتمبر 1966     | 12 ديسمبر 1958     |
|             | مجموعة دول أفريقيا والكاريبي والمحيط الهادئ | ?                  | ?                  |
|             | الاتحاد البريدي العالمي                     | ?                  | ?                  |
|             | البنك الدولي للإنشاء والتعمير               | 26 سبتمبر 1966     | 28 سبتمبر 1963     |
|             | منظمة حظر الأسلحة الكيميائية                | ?                  | ?                  |
|             | مؤسسة التمويل الدولية                       | 4 يناير 1967       | 22 أكتوبر 1982     |
|             | المركز الدولي لتسوية المنازعات الاستشارية   | 10 أغسطس 1969      | 4 ديسمبر 1968      |
|             | منظمة التجارة العالمية                      | ?                  | 25 أكتوبر 1995     |
|             | منظمة الشرطة الجنائية الدولية               | ?                  | ?                  |

## وصلات خارجية
- موقع وزارة الخارجية الغيانية